# Phu nhân Thủ tướng Nhật Bản
Phu nhân Nội các Tổng lý Đại thần (内閣総理大臣夫人 Naikakusōridaijinfujin, Nội các Tổng lý Đại thần Phu nhân) (hay ngắn và đơn giản hơn là Phu nhân Thủ tướng Nhật Bản) là vợ của Thủ tướng Nhật Bản

## Phu nhân Thủ tướng Đế quốc Nhật Bản

### Thời Minh Trị(1885–1912)
- Dưới thời Thiên hoàng Minh Trị

|     | Spouse                                        | Tenure began              | Tenure ended              | Prime Minister      |
| --- | --------------------------------------------- | ------------------------- | ------------------------- | ------------------- |
| 1   | Itō Umeko 伊藤 梅子 Itō Umeko                 | ngày 22 tháng 12 năm 1885 | ngày 30 tháng 4 năm 1888  | Itō Hirobumi        |
| 2   | Kuroda Taki 黑田 滝 Kuroda Taki               | ngày 30 tháng 4 năm 1888  | ngày 25 tháng 10 năm 1889 | Kuroda Kiyotaka     |
| 3   | Yamagata Tomoko 山縣 友子 Yamagata Tomoko     | ngày 24 tháng 12 năm 1889 | ngày 6 tháng 5 năm 1891   | Yamagata Aritomo    |
| 4   | Matsukata Masako 松方 滿佐子 Matsukata Masako | ngày 6 tháng 5 năm 1891   | ngày 8 tháng 8 năm 1892   | Matsukata Masayoshi |
| (1) | Itō Umeko 伊藤 梅子 Itō Umeko                 | ngày 8 tháng 8 năm 1892   | ngày 31 tháng 8 năm 1896  | Itō Hirobumi        |
| (4) | Matsukata Masako 松方 滿佐子 Matsukata Masako | ngày 18 tháng 9 năm 1896  | ngày 12 tháng 1 năm 1898  | Matsukata Masayoshi |
| (1) | Itō Umeko 伊藤 梅子 Itō Umeko                 | ngày 12 tháng 1 năm 1898  | ngày 30 tháng 6 năm 1898  | Itō Hirobumi        |
| 5   | Ōkuma Ayako 大隈 綾子 Ōkuma Ayako             | ngày 30 tháng 6 năm 1898  | ngày 8 tháng 11 năm 1898  | Ōkuma Shigenobu     |
| (3) | Yamagata Tomoko 山縣 友子 Yamagata Tomoko     | ngày 8 tháng 11 năm 1898  | ngày 19 tháng 10 năm 1900 | Yamagata Aritomo    |
| (1) | Itō Umeko 伊藤 梅子 Itō Umeko                 | ngày 19 tháng 10 năm 1900 | ngày 10 tháng 5 năm 1901  | Itō Hirobumi        |
| 6   | Katsura Kanako 桂 可那子 Katsura Kanako       | ngày 2 tháng 6 năm 1901   | ngày 7 tháng 1 năm 1906   | Katsura Tarō        |
| -   | Vacant                                        | ngày 7 tháng 1 năm 1906   | ngày 14 tháng 7 năm 1908  | Saionji Kinmochi    |
| 6   | Katsura Kanako 桂 可那子 Katsura Kanako       | ngày 14 tháng 7 năm 1908  | ngày 30 tháng 8 năm 1911  | Katsura Tarō        |
| -   | Vacant                                        | ngày 30 tháng 8 năm 1911  | ngày 21 tháng 12 năm 1912 | Saionji Kinmochi    |

### Thời Đại Chính(1912–1926)
- Dưới thời Thiên hoàng Đại Chính

|     | Spouse                                      | Tenure began              | Tenure ended             | Prime Minister     |
| --- | ------------------------------------------- | ------------------------- | ------------------------ | ------------------ |
| 6   | Katsura Kanako 桂 可那子 Katsura Kanako     | ngày 21 tháng 12 năm 1912 | ngày 20 tháng 2 năm 1913 | Katsura Tarō       |
| 7   | Yamamoto Tokiko 山本 登喜子 Yamamoto Tokiko | ngày 20 tháng 2 năm 1913  | ngày 16 tháng 4 năm 1914 | Yamamoto Gonnohyōe |
| (5) | Ōkuma Ayako 大隈 綾子 Ōkuma Ayako           | ngày 16 tháng 4 năm 1914  | ngày 9 tháng 10 năm 1916 | Ōkuma Shigenobu    |
| 8   | Terauchi Takiko 寺内 タキコ Terauchi Takiko | ngày 9 tháng 10 năm 1916  | ngày 29 tháng 9 năm 1918 | Terauchi Masatake  |
| 9   | Hara Asa 原 淺 Hara Asa                     | ngày 29 tháng 9 năm 1918  | ngày 4 tháng 11 năm 1921 | Hara Takashi       |
| 10  | Takahashi Shina 高橋 志な Takahashi Shina   | ngày 13 tháng 11 năm 1921 | ngày 12 tháng 6 năm 1922 | Takahashi Korekiyo |
| 11  | Kiyoko Katō 加藤 喜代子 Katō Kiyoko         | ngày 12 tháng 6 năm 1922  | ngày 24 tháng 8 năm 1923 | Katō Tomosaburō    |
| (7) | Yamamoto Tokiko 山本 登喜子 Yamamoto Tokiko | ngày 2 tháng 9 năm 1923   | ngày 7 tháng 1 năm 1924  | Yamamoto Gonnohyōe |
| 12  | Kiyoura Tōko 清浦 錬子 Kiyoura Tōko         | ngày 7 tháng 1 năm 1924   | ngày 11 tháng 6 năm 1924 | Kiyoura Keigo      |
| 13  | Katō Haruji 加藤 春路 Katō Haruji           | ngày 11 tháng 6 năm 1924  | ngày 28 tháng 1 năm 1926 | Katō Takaaki       |
| 14  | Tokuko Wakatsuki 若槻 德子 Wakatsuki Tokuko | ngày 28 tháng 1 năm 1926  | ngày 20 tháng 4 năm 1927 | Wakatsuki Reijirō  |

### Thời Chiêu Hòa(1926–1989)
- Dưới thời Thiên hoàng Chiêu Hòa

|      | Spouse                                              | Tenure began              | Tenure ended              | Prime Minister              |
| ---- | --------------------------------------------------- | ------------------------- | ------------------------- | --------------------------- |
| 15   | Sute Tanaka 田中 壽天 Tanaka Sute                   | ngày 20 tháng 4 năm 1927  | ngày 2 tháng 7 năm 1929   | Tanaka Giichi               |
| 16   | Natsu Hamaguchi 濱口 夏 Hamaguchi Natsu             | ngày 2 tháng 7 năm 1929   | ngày 14 tháng 4 năm 1931  | Osachi Hamaguchi            |
| (14) | Tokuko Wakatsuki 若槻 德子 Wakatsuki Tokuko         | ngày 14 tháng 4 năm 1931  | ngày 13 tháng 12 năm 1931 | Wakatsuki Reijirō           |
| 17   | Chiyoko Inukai 犬養 千代子 Inukai Chiyoko           | ngày 13 tháng 12 năm 1931 | ngày 15 tháng 5 năm 1932  | Inukai Tsuyoshi             |
| 18   | Haruko Saitō 齋藤 春子 Saitō Haruko                 | ngày 26 tháng 5 năm 1932  | ngày 8 tháng 7 năm 1934   | Saitō Makoto                |
| -    | Vacant                                              | ngày 8 tháng 7 năm 1934   | ngày 9 tháng 3 năm 1936   | Keisuke Okada               |
| 19   | Shizuko Hirota 廣田 静子 Hirota Shizuko             | ngày 9 tháng 3 năm 1936   | ngày 2 tháng 2 năm 1937   | Kōki Hirota                 |
| 20   | Hatsu Hayashi 林 初治 Hayashi Hatsu                 | ngày 2 tháng 2 năm 1937   | ngày 4 tháng 6 năm 1937   | Senjūrō Hayashi             |
| 21   | Chiyoko Konoe 近衞 千代子 Konoe Chiyoko             | ngày 4 tháng 6 năm 1937   | ngày 5 tháng 1 năm 1939   | Fumimaro Konoe              |
| -    | Vacant                                              | ngày 5 tháng 1 năm 1939   | ngày 30 tháng 8 năm 1939  | Hiranuma Kiichirō           |
| 22   | Mitsuko Abe 阿部 みつ子 Abe Mitsuko                 | ngày 30 tháng 8 năm 1939  | ngày 16 tháng 1 năm 1940  | Nobuyuki Abe                |
| 23   | Koma Yonai 米内 こま Yonai Koma                     | ngày 16 tháng 1 năm 1940  | ngày 22 tháng 7 năm 1940  | Mitsumasa Yonai             |
| (21) | Chiyoko Konoe 近衞 千代子 Konoe Chiyoko             | ngày 22 tháng 7 năm 1940  | ngày 18 tháng 10 năm 1941 | Fumimaro Konoe              |
| 24   | Katsuko Tōjō 東條 かつ子 Tōjō Katsuko               | ngày 17 tháng 10 năm 1941 | ngày 22 tháng 7 năm 1944  | Hideki Tōjō                 |
| 25   | Kaoruko Koiso 小磯 馨子 Koiso Kaoruko               | ngày 22 tháng 7 năm 1944  | ngày 7 tháng 4 năm 1945   | Kuniaki Koiso               |
| 26   | Taka Suzuki 鈴木 たか Suzuki Taka                   | ngày 7 tháng 4 năm 1945   | ngày 17 tháng 8 năm 1945  | Kantarō Suzuki              |
| 27   | Toshiko Higashikuni 東久邇 聡子 Higashikuni Toshiko | ngày 17 tháng 8 năm 1945  | ngày 9 tháng 10 năm 1945  | Prince Naruhiko Higashikuni |
| 28   | Masako Shidehara 幣原 雅子 Shidehara Masako         | ngày 9 tháng 10 năm 1945  | ngày 22 tháng 5 năm 1946  | Kijūrō Shidehara            |
| 29   | Kiyoko Yoshida 吉田 喜代子 Yoshida Kiyoko           | ngày 22 tháng 5 năm 1946  | ngày 24 tháng 5 năm 1947  | Shigeru Yoshida             |

|      | Spouse                                        | Tenure began              | Tenure ended              | Prime Minister    |
| ---- | --------------------------------------------- | ------------------------- | ------------------------- | ----------------- |
| 30   | Kikue Katayama 片山 菊江 Katayama Kikue       | ngày 24 tháng 5 năm 1947  | ngày 10 tháng 3 năm 1948  | Tetsu Katayama    |
| 31   | Sumi Ashida 芦田 壽美 Ashida Sumi             | ngày 10 tháng 3 năm 1948  | ngày 15 tháng 10 năm 1948 | Hitoshi Ashida    |
| (29) | Kiyoko Yoshida 吉田 喜代子 Yoshida Kiyoko     | ngày 15 tháng 10 năm 1948 | ngày 10 tháng 12 năm 1954 | Shigeru Yoshida   |
| 32   | Kaoru Hatoyama 鳩山 薫 Kaoru Hatoyama         | ngày 10 tháng 12 năm 1954 | ngày 23 tháng 12 năm 1956 | Ichirō Hatoyama   |
| 33   | Ume Ishibashi 石橋 うめ Ishibashi Ume         | ngày 23 tháng 12 năm 1956 | ngày 25 tháng 2 năm 1957  | Tanzan Ishibashi  |
| 34   | Yoshiko Kishi 岸 良子 Kishi Yoshiko           | ngày 25 tháng 2 năm 1957  | ngày 19 tháng 7 năm 1960  | Nobusuke Kishi    |
| 35   | Mitsue Ikeda 池田 滿枝 Ikeda Mitsue           | ngày 19 tháng 7 năm 1960  | ngày 9 tháng 11 năm 1964  | Hayato Ikeda      |
| 36   | Hiroko Satō 佐藤 寛子 Satō Hiroko             | ngày 9 tháng 11 năm 1964  | ngày 7 tháng 7 năm 1972   | Eisaku Satō       |
| 37   | Hana Tanaka 田中 はな Tanaka Hana             | ngày 7 tháng 7 năm 1972   | ngày 9 tháng 12 năm 1974  | Kakuei Tanaka     |
| 38   | Mutsuko Miki 三木 睦子 Miki Mutsuko           | ngày 9 tháng 12 năm 1974  | ngày 24 tháng 12 năm 1976 | Takeo Miki        |
| 39   | Mie Fukuda 福田 三枝 Fukuda Mie               | ngày 24 tháng 12 năm 1976 | ngày 7 tháng 12 năm 1978  | Takeo Fukuda      |
| 40   | Shigeko Ōhira 大平 志げ子 Ōhira Shigeko       | ngày 7 tháng 12 năm 1978  | ngày 12 tháng 6 năm 1980  | Masayoshi Ōhira   |
| 41   | Sachi Suzuki 鈴木 さち Suzuki Sachi           | ngày 12 tháng 6 năm 1980  | ngày 27 tháng 11 năm 1982 | Zenkō Suzuki      |
| 42   | Tsutako Nakasone 中曾根 蔦子 Nakasone Tsutako | ngày 27 tháng 11 năm 1982 | ngày 6 tháng 11 năm 1987  | Yasuhiro Nakasone |
| 43   | Naoko Takeshita 竹下 直子 Takeshita Naoko     | ngày 6 tháng 11 năm 1987  | ngày 3 tháng 6 năm 1989   | Noboru Takeshita  |

### Thời Bình Thành(1989–2019)
- Dưới thời Akihito

|      | Spouse                                        | Tenure began             | Tenure ended             | Prime Minister    |
| ---- | --------------------------------------------- | ------------------------ | ------------------------ | ----------------- |
| 44   | Chiyo Uno 宇野 千代 Uno Chiyo                 | ngày 3 tháng 6 năm 1989  | ngày 10 tháng 8 năm 1989 | Sōsuke Uno        |
| 45   | Sachiyo Kaifu 海部 幸世 Kaifu Sachiyo         | ngày 10 tháng 8 năm 1989 | ngày 5 tháng 11 năm 1991 | Toshiki Kaifu     |
| 46   | Yoko Miyazawa 宮澤 庸子 Miyazawa Yōko         | ngày 5 tháng 11 năm 1991 | ngày 9 tháng 8 năm 1993  | Kiichi Miyazawa   |
| 47   | Kayoko Hosokawa 細川 佳代子 Hosokawa Kayoko   | ngày 9 tháng 8 năm 1993  | ngày 28 tháng 4 năm 1994 | Morihiro Hosokawa |
| 48   | Ayako Hata 羽田 綏子 Hata Ayako               | ngày 28 tháng 4 năm 1994 | ngày 30 tháng 6 năm 1994 | Tsutomu Hata      |
| 49   | Yoshie Murayama 村山 ヨシヱ Murayama Yoshie   | ngày 30 tháng 6 năm 1994 | ngày 11 tháng 1 năm 1996 | Tomiichi Murayama |
| 50   | Kumiko Hashimoto 橋本 久美子 Hashimoto Kumiko | ngày 11 tháng 1 năm 1996 | ngày 30 tháng 7 năm 1998 | Ryutaro Hashimoto |
| 51   | Chizuko Obuchi 小渕 千鶴子 Obuchi Chizuko     | ngày 30 tháng 7 năm 1998 | ngày 5 tháng 4 năm 2000  | Keizō Obuchi      |
| 52   | Chieko Mori 森 智恵子 Mori Chieko             | ngày 5 tháng 4 năm 2000  | ngày 26 tháng 4 năm 2001 | Yoshirō Mori      |
| –    | Vacant                                        | ngày 26 tháng 4 năm 2001 | ngày 26 tháng 9 năm 2006 | Junichirō Koizumi |
| 53   | Abe Akie 安倍 昭恵 Abe Akie                   | ngày 26 tháng 9 năm 2006 | ngày 26 tháng 9 năm 2007 | Shinzō Abe        |
| 54   | Kiyoko Fukuda 福田 貴代子 Fukuda Kiyoko       | ngày 26 tháng 9 năm 2007 | 24 September 2008        | Yasuo Fukuda      |
| 55   | Chikako Asō 麻生 千賀子 Asō Chikako           | 24 September 2008        | 16 September 2009        | Tarō Asō          |
| 56   | Miyuki Hatoyama 鳩山 幸 Hatoyama Miyuki       | 16 September 2009        | 8 June 2010              | Yukio Hatoyama    |
| 57   | Nobuko Kan 菅 伸子 Kan Nobuko                 | 8 June 2010              | 2 September 2011         | Naoto Kan         |
| 58   | Hitomi Noda 野田 仁実 Noda Hitomi             | 2 September 2011         | 26 December 2012         | Yoshihiko Noda    |
| (53) | Abe Akie 安倍 昭恵 Abe Akie                   | 26 tháng 12 năm 2012     | 16 tháng 9 năm 2020      | Abe Shinzō        |

### Thời kỳ Lệnh Hòa(2019-nay)
- Dưới thời Naruhito

|    | Phu nhân                                | Tựu nhiệm           | Bãi nhiệm           | Thủ tướng      |
| -- | --------------------------------------- | ------------------- | ------------------- | -------------- |
| 59 | Suga Mariko 菅 真理子 Suga Mariko       | 16 tháng 9 năm 2020 | 4 tháng 10 năm 2021 | Suga Yoshihide |
| 60 | Kishida Yūko 岸田 裕子 Kishida Yūko     | 4 tháng 10 năm 2021 | 1 tháng 10 năm 2024 | Kishida Fumio  |
| 61 | Ishiba Yoshiko 石破 佳子 Ishiba Yoshiko | 1 tháng 10 năm 2024 | Đương nhiệm         | Ishiba Shigeru |